# Magyarország a 2003-as úszó-világbajnokságon
Magyarország a spanyolországi Barcelonában megrendezett 2003-as úszó-világbajnokság egyik részt vevő nemzete volt. Az ország a világbajnokságon 60 sportolóval képviseltette magát, akik összesen 1 arany- 4 ezüst- és 1 bronzérmet nyertek.

## Versenyzők száma
| Sportág, szakág  | Magyar résztvevő | Magyar résztvevő | Magyar résztvevő |
| Sportág, szakág  | Férfi            | Nő               | Össz.            |
| Úszás            | 12               | 4                | 16               |
| Nyílt vízi úszás | 2                | 3                | 5                |
| Műugrás          | 2                | 1                | 3                |
| Szinkronúszás    | –                | 10               | 10               |
| Vízilabda        | 13               | 13               | 26               |
|                  |                  |                  |                  |
| Összesen         | 29               | 31               | 60               |

## Érmesek
| Érem      | Versenyző | Versenyszám                 | Dátum      |
| --------- | --- | --------------------------- | ---------- |
| Aranyérem | Magyar férfi vízilabda-válogatott Szécsi Zoltán Gergely István Biros Péter Fodor Rajmund Kásás Tamás Kiss Gergely Madaras Norbert Molnár Tamás Vári Attila Benedek Tibor Steinmetz Barnabás Varga Tamás Varga Zsolt | férfi vízilabda             | július 26. |
| Ezüstérem | Cseh László | férfi 400 m-es vegyes úszás | július 27. |
| Ezüstérem | Risztov Éva | női 400 m-es gyorsúszás     | július 20. |
| Ezüstérem | Risztov Éva | női 200 m-es pillangóúszás  | július 24. |
| Ezüstérem | Risztov Éva | női 400 m-es vegyes úszás   | július 27. |
| Bronzérem | Flaskay Mihály | férfi 50 m-es mellúszás     | július 23. |

## Úszás
Férfi
| Versenyző                                              | Versenyszám               | Előfutam | Előfutam | Előfutam | Elődöntő | Elődöntő | Elődöntő | Döntő   | Döntő     |
| Versenyző                                              | Versenyszám               | Idő      | Hely.    | Össz.    | Idő      | Hely.    | Össz.    | Idő     | Helyezés  |
| ------------------------------------------------------ | ------------------------- | -------- | -------- | -------- | -------- | -------- | -------- | ------- | --------- |
| Zubor Attila                                           | 50 m-es gyorsúszás        | 23,20    | 5.       | 39.      | kiesett  | kiesett  | kiesett  | kiesett | kiesett   |
| Zubor Attila                                           | 100 m-es gyorsúszás       | 50,28    | 7.       | 25.      | kiesett  | kiesett  | kiesett  | kiesett | kiesett   |
| Flaskay Mihály                                         | 50 m-es gyorsúszás        | 23,67    | 2.       | 51.*     | kiesett  | kiesett  | kiesett  | kiesett | kiesett   |
| Flaskay Mihály                                         | 50 m-es mellúszás         | 27,84    | 1.       | 2.       | 28,03    | 3.       | 5.       | 27,79   | Bronzérem |
| Flaskay Mihály                                         | 50 m-es pillangóúszás     | 25,23    | 1.       | 43.      | kiesett  | kiesett  | kiesett  | kiesett | kiesett   |
| Gyurta Dániel                                          | 200 m-es gyorsúszás       | 1:58,58  | 7.       | 65.      | kiesett  | kiesett  | kiesett  | kiesett | kiesett   |
| Gyurta Dániel                                          | 200 m-es mellúszás        | 2:13,63  | 2.       | 6.       | 2:14,84  | 7.       | 14.      | kiesett | kiesett   |
| Bodrogi Viktor                                         | 50 m-es hátúszás          | 26,11    | 2.       | 17.      | kiesett  | kiesett  | kiesett  | kiesett | kiesett   |
| Bodrogi Viktor                                         | 200 m-es hátúszás         | 2:03,22  | 8.       | 31.      | kiesett  | kiesett  | kiesett  | kiesett | kiesett   |
| Bodrogi Viktor                                         | 200 m-es pillangóúszás    | 2:01,49  | 8.       | 28.      | kiesett  | kiesett  | kiesett  | kiesett | kiesett   |
| Horváth Péter                                          | 50 m-es hátúszás          | 26,25    | 7.       | 22.      | kiesett  | kiesett  | kiesett  | kiesett | kiesett   |
| Horváth Péter                                          | 100 m-es hátúszás         | 55,47    | 3.       | 10.*     | 55,83    | 8.       | 16.      | kiesett | kiesett   |
| Güttler Károly                                         | 50 m-es mellúszás         | 28,34    | 5.       | 14.      | 28,13    | 5.       | 9.       | kiesett | kiesett   |
| Güttler Károly                                         | 100 m-es mellúszás        | 1:02,35  | 5.       | 17.      | kiesett  | kiesett  | kiesett  | kiesett | kiesett   |
| Bodor Richárd                                          | 100 m-es mellúszás        | 1:02,37  | 7.       | 18.      | kiesett  | kiesett  | kiesett  | kiesett | kiesett   |
| Bodor Richárd                                          | 200 m-es mellúszás        | 2:15,74  | 5.       | 19.      | kiesett  | kiesett  | kiesett  | kiesett | kiesett   |
| Gáspár Zsolt                                           | 50 m-es pillangóúszás     | 24,44    | 6.       | 16.      | 24,43    | 8.       | 16.      | kiesett | kiesett   |
| Gáspár Zsolt                                           | 100 m-es pillangóúszás    | 53,96    | 7.       | 20.*     | kiesett  | kiesett  | kiesett  | kiesett | kiesett   |
| Kolozár Dávid                                          | 100 m-es pillangóúszás    | 56,07    | 8.       | 49.      | kiesett  | kiesett  | kiesett  | kiesett | kiesett   |
| Kolozár Dávid                                          | 200 m-es pillangóúszás    | 2:00,09  | 6.       | 21.      | kiesett  | kiesett  | kiesett  | kiesett | kiesett   |
| Cseh László                                            | 100 m-es hátúszás         | 55,11    | 2.       | 5.       | 55,12    | 5.       | 7.       | 54,95   | 7.        |
| Cseh László                                            | 200 m-es hátúszás         | 1:59,49  | 3.       | 5.       | 1:59,45  | 7.       | 13.      | kiesett | kiesett   |
| Cseh László                                            | 400 m-es vegyes úszás     | 4:14,11  | 1.       | 1.       |          |          |          | 4:10,79 | Ezüstérem |
| Batházi István                                         | 200 m-es vegyes úszás     | 2:02,83  | 6.       | 21.      | kiesett  | kiesett  | kiesett  | kiesett | kiesett   |
| Batházi István                                         | 400 m-es vegyes úszás     | 4:20,67  | 5.       | 15.      |          |          |          | kiesett | kiesett   |
| Kerékjártó Tamás                                       | 200 m-es gyorsúszás       | 1:51,63  | 7.       | 31.      | kiesett  | kiesett  | kiesett  | kiesett | kiesett   |
| Kerékjártó Tamás                                       | 200 m-es vegyes úszás     | 2:02,32  | 3.       | 11.      | 2:02,81  | 8.       | 16.      | kiesett | kiesett   |
| Horváth Péter Güttler Károly Gáspár Zsolt Zubor Attila | 4 × 100 m-es vegyes úszás | 3:39,83  | 3.       | 9.       |          |          |          | kiesett | kiesett   |

Női
| Versenyző     | Versenyszám            | Előfutam | Előfutam | Előfutam | Elődöntő | Elődöntő | Elődöntő | Döntő   | Döntő     |
| Versenyző     | Versenyszám            | Idő      | Hely.    | Össz.    | Idő      | Hely.    | Össz.    | Idő     | Helyezés  |
| ------------- | ---------------------- | -------- | -------- | -------- | -------- | -------- | -------- | ------- | --------- |
| Kovács Ágnes  | 50 m-es mellúszás      | 32,73    | 6.       | 20.      | kiesett  | kiesett  | kiesett  | kiesett | kiesett   |
| Kovács Ágnes  | 100 m-es mellúszás     | 1:10,05  | 5.       | 12.      | 1:10,37  | 8.       | 15.      | kiesett | kiesett   |
| Kovács Ágnes  | 200 m-es mellúszás     | 2:29,74  | 4.       | 9.       | 2:28,18  | 5.       | 9.       | kiesett | kiesett   |
| Kovács Ágnes  | 200 m-es vegyes úszás  | 2:16,31  | 3.       | 9.       | 2:14,32  | 3.       | 5.       | 2:14,63 | 6.        |
| Reményi Diána | 100 m-es mellúszás     | 1:11,35  | 7.       | 23.      | kiesett  | kiesett  | kiesett  | kiesett | kiesett   |
| Reményi Diána | 200 m-es mellúszás     | 2:29,79  | 2.       | 10.      | 2:28,12  | 4.       | 8.       | 2:29,20 | 8.        |
| Reményi Diána | 200 m-es vegyes úszás  | 2:17,20  | 6.       | 17.      | kiesett  | kiesett  | kiesett  | kiesett | kiesett   |
| Reményi Diána | 400 m-es vegyes úszás  | 4:44,77  | 3.       | 5.       |          |          |          | 4:45,67 | 6.        |
| Risztov Éva   | 400 m-es gyorsúszás    | 4:10,41  | 1.       | 3.       |          |          |          | 4:07,24 | Ezüstérem |
| Risztov Éva   | 800 m-es gyorsúszás    | 8:35,40  | 1.       | 6.       |          |          |          | 8:35,70 | 6.        |
| Risztov Éva   | 200 m-es pillangóúszás | 2:09,32  | 1.       | 2.       | 2:08,88  | 1.       | 3.       | 2:07,68 | Ezüstérem |
| Risztov Éva   | 400 m-es vegyes úszás  | 4:42,89  | 1.       | 1.       |          |          |          | 4:37,39 | Ezüstérem |
| Nagy Réka     | 800 m-es gyorsúszás    | 8:45,13  | 7.       | 20.      |          |          |          | kiesett | kiesett   |
| Nagy Réka     | 1500 m-es gyorsúszás   | 16:41,81 | 7.       | 16.      |          |          |          | kiesett | kiesett   |

* - egy másik versenyzővel azonos eredményt ért el

## Nyílt vízi úszás
Férfi
| Versenyző        | Versenyszám | Idő       | Helyezés |
| ---------------- | ----------- | --------- | -------- |
| Nagy-Pál Levente | 10 km       | 1:51:15,4 | 11.      |
| Szabó Gergő      | 25 km       | 5:32:27,4 | 18.      |

Női
| Versenyző         | Versenyszám | Idő       | Helyezés |
| ----------------- | ----------- | --------- | -------- |
| Lipcsei Krisztina | 5 km        | 59:17,2   | 20.      |
| Hegedűs Diána     | 5 km        | 1:00:59,6 | 21.      |
| Hegedűs Diána     | 10 km       | 2:12:28,0 | 21.      |
| Barsi Klaudia     | 10 km       | 2:10:51,1 | 19.      |
| Barsi Klaudia     | 25 km       | 6:13:42,1 | 17.      |

## Műugrás
Férfi
| Versenyző                  | Versenyszám           | Selejtező | Selejtező | Elődöntő | Elődöntő | Döntő   | Döntő    |
| Versenyző                  | Versenyszám           | Pont      | Hely.     | Pont     | Hely.    | Pont    | Helyezés |
| -------------------------- | --------------------- | --------- | --------- | -------- | -------- | ------- | -------- |
| Lengyel Imre               | 1 m-es műugrás        | 363,39    | 6.        | 359,70   | 10.      | kiesett | kiesett  |
| Lengyel Imre               | 3 m-es műugrás        | 388,80    | 16.       | 608,25   | 14.      | kiesett | kiesett  |
| Lengyel Imre               | 10 m-es toronyugrás   | 348,93    | 28.       | kiesett  | kiesett  | kiesett | kiesett  |
| Hajnal András              | 10 m-es toronyugrás   | 393,30    | 13.       | 566,01   | 14.      | kiesett | kiesett  |
| Lengyel Imre Hajnal András | 10 m-es szinkronugrás | 303,06    | 12.       |          |          | kiesett | kiesett  |

Női
| Versenyző  | Versenyszám    | Selejtező | Selejtező | Elődöntő | Elődöntő | Döntő   | Döntő    |
| Versenyző  | Versenyszám    | Pont      | Hely.     | Pont     | Hely.    | Pont    | Helyezés |
| ---------- | -------------- | --------- | --------- | -------- | -------- | ------- | -------- |
| Barta Nóra | 1 m-es műugrás | 258,78    | 5.        | 230,79   | 12.      | kiesett | kiesett  |
| Barta Nóra | 3 m-es műugrás | 250,62    | 25.       | kiesett  | kiesett  | kiesett | kiesett  |

## Szinkronúszás
| Versenyző | Versenyszám | Selejtező     | Selejtező     | Selejtező      | Selejtező      | Selejtező | Selejtező | Döntő   | Döntő    |
| Versenyző | Versenyszám | Rövid program | Rövid program | Szabad program | Szabad program | Összesen  | Összesen  | Döntő   | Döntő    |
| Versenyző | Versenyszám | Pont          | Hely.         | Pont           | Hely.          | Pont      | Hely.     | Pont    | Helyezés |
| --- | ----------- | ------------- | ------------- | -------------- | -------------- | --------- | --------- | ------- | -------- |
| Marschalkó Petra | Egyéni      | 81,500        | 22.           | 79,834         | 24.            | 80,667    | 24.       | kiesett | kiesett  |
| Marschalkó Petra Ökrös Anna Tartalék: Kárpáti Bernadett                                                                                                   | Páros       | 77,000        | 28.           | 76,000         | 27.            | 76,500    | 28.       | kiesett | kiesett  |
| Marschalkó Petra Ökrös Anna Kárpáti Bernadett Háló Lili Aranyossy Zsófia Ácsay Csilla Szedlák Krisztina Schadi Réka Tartalék: Grósz Szilvia Harsányi Dóra | Csapat      | 76,833        | 20.           | 76,333         | 20.            | 76,584    | 20.       | kiesett | kiesett  |

## Vízilabda

### Férfi
| Magyar nemzeti férfi vízilabdacsapat-játékoskeret | Magyar nemzeti férfi vízilabdacsapat-játékoskeret | Magyar nemzeti férfi vízilabdacsapat-játékoskeret | Magyar nemzeti férfi vízilabdacsapat-játékoskeret | Magyar nemzeti férfi vízilabdacsapat-játékoskeret |
| #                                                 | Név                                               | Poszt                                             | Klub                                              | Kor (2003. július 12. szerint)                    |
| ------------------------------------------------- | ------------------------------------------------- | ------------------------------------------------- | ------------------------------------------------- | ------------------------------------------------- |
|                                                   | Szécsi Zoltán                                     | K                                                 | BVSC                                              | 1977. december 22. (25 évesen)                    |
|                                                   | Gergely István                                    | K                                                 | Bp. Honvéd                                        | 1976. augusztus 20. (26 évesen)                   |
|                                                   | Biros Péter                                       | M                                                 | Bp. Honvéd                                        | 1976. április 5. (27 évesen)                      |
|                                                   | Fodor Rajmund                                     | M                                                 | Bp. Honvéd                                        | 1976. február 21. (27 évesen)                     |
|                                                   | Kásás Tamás                                       | M                                                 | Vasas                                             | 1976. július 20. (26 évesen)                      |
|                                                   | Kiss Gergely                                      | M                                                 | Bp. Honvéd                                        | 1977. szeptember 21. (25 évesen)                  |
|                                                   | Madaras Norbert                                   | M                                                 | Vasas                                             | 1979. december 1. (23 évesen)                     |
|                                                   | Molnár Tamás                                      | C                                                 | Bp. Honvéd                                        | 1975. augusztus 2. (27 évesen)                    |
|                                                   | Vári Attila                                       | M                                                 | Bp. Honvéd                                        | 1976. február 26. (27 évesen)                     |
|                                                   | Benedek Tibor                                     | M                                                 | Pro Recco                                         | 1972. július 12. (31 évesen)                      |
|                                                   | Steinmetz Barnabás                                | M                                                 | Vasas                                             | 1975. október 6. (27 évesen)                      |
|                                                   | Varga Tamás                                       | M                                                 | Vasas                                             | 1975. július 14. (27 évesen)                      |
|                                                   | Varga Zsolt                                       | C                                                 | Vasas                                             | 1978. május 24. (25 évesen)                       |
| Szövetségi kapitány: Kemény Dénes                 |                                                   |                                                   |                                                   |                                                   |

Csoportkör
A csoport
| Csapat       | M | Gy | D | V | G+ | G– | Gk  | Pont |
| ------------ | - | -- | - | - | -- | -- | --- | ---- |
| Magyarország | 3 | 2  | 1 | 0 | 29 | 15 | +14 | 5    |
| Horvátország | 3 | 2  | 1 | 0 | 32 | 19 | +13 | 5    |
| Románia      | 3 | 1  | 0 | 2 | 24 | 24 | 0   | 2    |
| Kanada       | 3 | 0  | 0 | 3 | 9  | 36 | –27 | 0    |

| 2003. július 14. 10:45 | Magyarország         | 7–7 | Horvátország |  |
| 2003. július 14. 10:45 | (3–1, 1–4, 2–1, 1–1) |     |              |  |
| 2003. július 14. 10:45 |                      |     |              |  |

| 2003. július 16. 09:30 | Magyarország         | 9–5 | Románia |  |
| 2003. július 16. 09:30 | (1–1, 1–1, 2–1, 5–2) |     |         |  |
| 2003. július 16. 09:30 |                      |     |         |  |

| 2003. július 18. 09:30 | Magyarország         | 13–3 | Kanada |  |
| 2003. július 18. 09:30 | (3–0, 5–0, 4–2, 1–1) |      |        |  |
| 2003. július 18. 09:30 |                      |      |        |  |

Negyeddöntő
| 2003. július 22. 15:30 | Magyarország         | 13–5 | Szlovákia |  |
| 2003. július 22. 15:30 | (5–0, 1–1, 2–1, 5–3) |      |           |  |
| 2003. július 22. 15:30 |                      |      |           |  |

Elődöntő
| 2003. július 24. 21:00 | Magyarország                   | 9–8 (h. u.) | Görögország |  |
| 2003. július 24. 21:00 | (2–1, 1–2, 1–2, 2–1, 2–2, 1–0) |             |             |  |
| 2003. július 24. 21:00 |                                |             |             |  |

Döntő
| 2003. július 26. 22:30 | Magyarország                   | 11–9 (h. u.) | Olaszország | Barcelona, Spanyolország Játékvezetők: Bookelman (holland), Bock (német) |
| 2003. július 26. 22:30 | (2–1, 2–3, 2–1, 2–3, 1–0, 2–1) |              |             | Barcelona, Spanyolország Játékvezetők: Bookelman (holland), Bock (német) |
| 2003. július 26. 22:30 |                                |              |             | Barcelona, Spanyolország Játékvezetők: Bookelman (holland), Bock (német) |

| Csapat       | Helyezés  |
| ------------ | --------- |
| Magyarország | Aranyérem |

### Női
| Magyar nemzeti női vízilabdacsapat-játékoskeret | Magyar nemzeti női vízilabdacsapat-játékoskeret | Magyar nemzeti női vízilabdacsapat-játékoskeret | Magyar nemzeti női vízilabdacsapat-játékoskeret | Magyar nemzeti női vízilabdacsapat-játékoskeret |
| #                                               | Név                                             | Poszt                                           | Klub                                            | Kor (2003. július 12. szerint)                  |
| ----------------------------------------------- | ----------------------------------------------- | ----------------------------------------------- | ----------------------------------------------- | ----------------------------------------------- |
|                                                 | Horváth Patrícia                                | K                                               | Vasas                                           | 1977. december 7. (25 évesen)                   |
|                                                 | Sós Ildikó                                      | K                                               | Dunaújvárosi Főiskola                           | 1976. december 27. (26 évesen)                  |
|                                                 | Györe Anett                                     | M                                               | BVSC                                            | 1981. december 10. (21 évesen)                  |
|                                                 | Stieber Mercédesz                               | M                                               | Pescara                                         | 1974. szeptember 4. (28 évesen)                 |
|                                                 | Drávucz Rita                                    | M                                               | Orizzonte Catania                               | 1980. április 14. (23 évesen)                   |
|                                                 | Pelle Anikó                                     | M                                               | USC                                             | 1978. szeptember 28. (24 évesen)                |
|                                                 | Valkai Ágnes                                    | M                                               | Dunaújvárosi Főiskola                           | 1981. február 27. (22 évesen)                   |
|                                                 | Primász Ágnes                                   | M                                               | Dunaújvárosi Főiskola                           | 1980. március 5. (23 évesen)                    |
|                                                 | Kisteleki Dóra                                  | M                                               | BVSC                                            | 1983. május 11. (20 évesen)                     |
|                                                 | Tiba Zsuzsanna                                  | C                                               | Dunaújvárosi Főiskola                           | 1976. március 31. (27 évesen)                   |
|                                                 | Rédei Katalin                                   | M                                               | Athlon Palermo                                  | 1976. április 5. (29 évesen)                    |
|                                                 | Valkay Erzsébet                                 | C                                               | Pescara                                         | 1979. március 6. (26 évesen)                    |
|                                                 | Szremkó Krisztina                               | C                                               | Szentesi VK                                     | 1972. január 6. (33 évesen)                     |
| Szövetségi kapitány: Faragó Tamás               |                                                 |                                                 |                                                 |                                                 |

Csoportkör
D csoport
| Csapat        | M | Gy | D | V | G+ | G– | Gk  | P |
| ------------- | - | -- | - | - | -- | -- | --- | - |
| Magyarország  | 3 | 3  | 0 | 0 | 37 | 26 | +11 | 6 |
| Olaszország   | 3 | 2  | 0 | 1 | 29 | 24 | +5  | 4 |
| Spanyolország | 3 | 1  | 0 | 2 | 21 | 28 | –7  | 2 |
| Kazahsztán    | 3 | 0  | 0 | 3 | 19 | 28 | –9  | 0 |

| 2003. július 13. 19:45 | Magyarország         | 16–7 | Spanyolország |  |
| 2003. július 13. 19:45 | (5–1, 2–2, 3–2, 6–2) |      |               |  |
| 2003. július 13. 19:45 |                      |      |               |  |

| 2003. július 15. 18:30 | Magyarország         | 11–10 | Olaszország |  |
| 2003. július 15. 18:30 | (4–4, 2–4, 2–1, 3–1) |       |             |  |
| 2003. július 15. 18:30 |                      |       |             |  |

| 2003. július 17. 18:30 | Magyarország         | 10–9 | Kazahsztán |  |
| 2003. július 17. 18:30 | (4–4, 1–0, 5–1, 0–4) |      |            |  |
| 2003. július 17. 18:30 |                      |      |            |  |

Negyeddöntők
| 2003. július 23. 21:45 | Magyarország         | 6–8 | Oroszország |  |
| 2003. július 23. 21:45 | (1–3, 1–3, 1–1, 3–1) |     |             |  |
| 2003. július 23. 21:45 |                      |     |             |  |

Az 5–8. helyért
| 2003. július 23. 12:00 | Ausztrália           | 3–6 | Magyarország |  |
| 2003. július 23. 12:00 | (1–0, 1–3, 0–1, 1–2) |     |              |  |
| 2003. július 23. 12:00 |                      |     |              |  |

Az 5. helyért
| 2003. július 25. 13:15 | Magyarország         | 8–7 | Hollandia |  |
| 2003. július 25. 13:15 | (2–2, 3–1, 3–2, 0–2) |     |           |  |
| 2003. július 25. 13:15 |                      |     |           |  |

| Csapat       | Helyezés |
| ------------ | -------- |
| Magyarország | 5.       |